# Hucisko (powiat olkuski)
Hucisko (do 31 grudnia 2013 Hucisko Kwaśniowskie) – wieś w Polsce położona w województwie małopolskim, w powiecie olkuskim, w gminie Klucze.
Wieś jest siedzibą sołectwa Hucisko, w którego skład wchodzi również miejscowość Hucisko (Ryczówek).
W latach 1975–1998 miejscowość administracyjnie należała do województwa katowickiego.